# Kemili
Kemili is een bestuurslaag in het regentschap Aceh Tengah van de provincie Atjeh, Indonesië. Kemili telt 5366 inwoners (volkstelling 2010).